# Tênis de mesa nos Jogos Olímpicos de Verão de 2008 - Equipes masculinas
O torneio por equipes masculino do tênis de mesa nos Jogos Olímpicos de Verão de 2008 ocorreu entre 13 e 18 de agosto no Ginásio da Universidade de Pequim. As dezesseis equipes classificadas para os jogos dividiram-se em quatro grupos de quatro equipes cada. As campeãs de cada grupo avançam as semifinais e as equipes que finalizaram em segundo nos grupos seguem com chances de conquistar a medalha de bronze na repescagem.
Cada equipe é formada por três mesa-tenistas. O sistema de confrontos é melhor de cinco, sendo duas partidas de simpes e uma de duplas, e mais duas partidas de simples, se necessário.

## Medalhistas
|  | CHN China                  |  | GER Alemanha                               |  | KOR Coreia do Sul                        |
|  | Ma Lin Wang Hao Wang Liqin |  | Timo Boll Dimitrij Ovtcharov Christian Süß |  | Oh Sang-eun Ryu Seung-min Yoon Jae-young |

## Equipes
| CHN China: - Ma Lin - Wang Hao - Wang Liqin GRE Grécia: - Panagiotis Gionis - Kalinikos Kreanga - Ntaniel Tsiokas AUS Austrália: - William Henzell - Kyle Davis - David Zalcberg AUT Áustria: - Chen Weixing - Robert Gardos - Werner Schlager | GER Alemanha: - Timo Boll - Dimitrij Ovtcharov - Christian Süß CRO Croácia: - Andrej Gaćina - Zoran Primorac - Tan Ruiwu SIN Singapura: - Cai Xiaoli - Gao Ning - Yang Zi CAN Canadá: - Pradeeban Peter-Paul - Shen Qiang - Zhang Peng | KOR Coreia do Sul: - Ryu Seung-min - Oh Sang-eun - Yoon Jae-young SWE Suécia: - Pär Gerell - Jens Lundqvist - Jörgen Persson TPE Taipé Chinês: - Chuan Chih-yuan - Chang Yen-shu - Chiang Peng-lung BRA Brasil: - Hugo Hoyama - Thiago Monteiro - Gustavo Tsuboi | HKG Hong Kong: - Cheung Yuk - Ko Lai Chak - Li Ching RUS Rússia: - Fedor Kuzmin - Dmitrij Mazunov - Alexei Smirnov JPN Japão: - Jun Mizutani - Seiya Kishikawa - Yo Kan NGR Nigéria: - Monday Merotohun - Kazeem Nosiru - Segun Toriola |

## Fase de grupos

### Grupo A
| Equipe        | Pts | J | V | D | PG | PP |
| ------------- | --- | - | - | - | -- | -- |
| CHN China     | 6   | 3 | 3 | 0 | 9  | 0  |
| AUT Áustria   | 5   | 3 | 2 | 1 | 6  | 3  |
| GRE Grécia    | 4   | 3 | 1 | 2 | 3  | 6  |
| AUS Austrália | 3   | 3 | 0 | 3 | 0  | 9  |

13 de agosto
| China CHN   | 3–0 | GRE Grécia    |
| Áustria AUT | 3–0 | AUS Austrália |

14 de agosto
| China CHN   | 3–0 | AUS Austrália |
| Áustria AUT | 3–0 | GRE Grécia    |
| China CHN   | 3–0 | AUT Áustria   |
| Grécia GRE  | 3–0 | AUS Austrália |

### Grupo B
| Equipe        | Pts | J | V | D | PG | PP |
| ------------- | --- | - | - | - | -- | -- |
| GER Alemanha  | 6   | 3 | 3 | 0 | 9  | 1  |
| CRO Croácia   | 5   | 3 | 2 | 1 | 6  | 4  |
| SIN Singapura | 4   | 3 | 1 | 2 | 5  | 6  |
| CAN Canadá    | 3   | 3 | 0 | 3 | 0  | 9  |

13 de agosto
| Alemanha GER  | 3–0 | CRO Croácia |
| Singapura SIN | 3–0 | CAN Canadá  |

14 de agosto
| Alemanha GER  | 3–0 | CAN Canadá    |
| Singapura SIN | 1–3 | CRO Croácia   |
| Alemanha GER  | 3–1 | SIN Singapura |
| Croácia CRO   | 3–0 | CAN Canadá    |

### Grupo C
| Equipe            | Pts | J | V | D | PG | PP |
| ----------------- | --- | - | - | - | -- | -- |
| KOR Coreia do Sul | 6   | 3 | 3 | 0 | 9  | 2  |
| TPE Taipé Chinês  | 5   | 3 | 2 | 1 | 7  | 6  |
| SWE Suécia        | 4   | 3 | 1 | 2 | 5  | 6  |
| BRA Brasil        | 3   | 3 | 0 | 3 | 2  | 9  |

13 de agosto
| Coreia do Sul KOR | 3–0 | SWE Suécia |
| Taipé Chinês TPE  | 3–1 | BRA Brasil |
| Coreia do Sul KOR | 3–1 | BRA Brasil |
| Taipé Chinês TPE  | 3–2 | SWE Suécia |

14 de agosto
| Coreia do Sul KOR | 3–1 | TPE Taipé Chinês |
| Suécia SWE        | 3–0 | BRA Brasil       |

### Grupo D
| Equipe        | Pts | J | V | D | PG | PP |
| ------------- | --- | - | - | - | -- | -- |
| JPN Japão     | 6   | 3 | 3 | 0 | 9  | 0  |
| HKG Hong Kong | 5   | 3 | 2 | 1 | 6  | 4  |
| NGR Nigéria   | 4   | 3 | 1 | 2 | 3  | 8  |
| RUS Rússia    | 3   | 3 | 0 | 3 | 3  | 9  |

13 de agosto
| Hong Kong HKG | 3–1 | RUS Rússia  |
| Japão JPN     | 3–0 | NGR Nigéria |
| Hong Kong HKG | 3–0 | NGR Nigéria |
| Japão JPN     | 3–0 | RUS Rússia  |

14 de agosto
| Hong Kong HKG | 0–3 | JPN Japão   |
| Rússia RUS    | 2–3 | NGR Nigéria |

## Fase final
|  | Semifinal | Semifinal         | Semifinal    | Semifinal | Semifinal | Semifinal | Semifinal    |           |   | Final | Final | Final | Final | Final | Final | Final |
|  |           |                   |              |           |           |           |              |           |   |       |       |       |       |       |       |       |
|  | 1         | CHN China         | 3            | 3         | 3         |           |              |           |   |       |       |       |       |       |       |       |
|  | 2         | KOR Coreia do Sul | 2            | 1         | 0         |           |              |           |   |       |       |       |       |       |       |       |
|  | 2         | KOR Coreia do Sul | 2            | 1         | 0         |           | 1            | CHN China | 3 | 3     | 3     |       |       |       |       |       |
|  |           |                   |              |           |           |           |              | CHN China | 3 | 3     | 3     |       |       |       |       |       |
|  |           | 4                 | GER Alemanha | 0         | 1         | 1         |              |           |   |       |       |       |       |       |       |       |
|  | 4         | 4                 | GER Alemanha | 0         | 1         | 1         | GER Alemanha | 3         | 3 | 1     | 2     | 3     |       |       |       |       |
|  | 4         |                   |              |           |           |           | GER Alemanha | 3         | 3 | 1     | 2     | 3     |       |       |       |       |
|  | 5         | JPN Japão         | 2            | 1         | 3         | 3         | 2            |           |   |       |       |       |       |       |       |       |

### Repescagem
|  | 1ª rodada | 1ª rodada        | 1ª rodada | 1ª rodada | 1ª rodada | 1ª rodada | 1ª rodada |  |  | 2ª rodada | 2ª rodada         | 2ª rodada | 2ª rodada | 2ª rodada | 2ª rodada | 2ª rodada |  |  | Disputa pelo bronze | Disputa pelo bronze | Disputa pelo bronze | Disputa pelo bronze | Disputa pelo bronze | Disputa pelo bronze | Disputa pelo bronze |
|  |           |                  |           |           |           |           |           |  |  |           |                   |           |           |           |           |           |  |  |                     |                     |                     |                     |                     |                     |                     |
|  |           |                  |           |           |           |           |           |  |  | 2         | KOR Coreia do Sul | 3         | 2         | 3         | 3         |           |  |  |                     |                     |                     |                     |                     |                     |                     |
|  | 3         | HKG Hong Kong    | 3         | 3         | 3         |           |           |  |  | 3         | HKG Hong Kong     | 1         | 3         | 2         | 2         |           |  |  |                     |                     |                     |                     |                     |                     |                     |
|  | 6         | TPE Taipé Chinês | 0         | 2         | 0         |           |           |  |  |           |                   |           |           |           |           |           |  |  | 2                   | KOR Coreia do Sul   | 3                   | 1                   | 3                   | 3                   |                     |
|  |           |                  |           |           |           |           |           |  |  |           |                   |           |           |           |           |           |  |  | 8                   | AUT Áustria         | 1                   | 3                   | 0                   | 0                   |                     |
|  |           |                  |           |           |           |           |           |  |  | 5         | JPN Japão         | 3         | 0         | 2         | 1         |           |  |  |                     |                     |                     |                     |                     |                     |                     |
|  | 8         | AUT Áustria      | 3         | 3         | 2         | 3         |           |  |  | 8         | AUT Áustria       | 0         | 3         | 3         | 3         |           |  |  |                     |                     |                     |                     |                     |                     |                     |
|  | 10        | CRO Croácia      | 0         | 0         | 3         | 1         |           |  |  |           |                   |           |           |           |           |           |  |  |                     |                     |                     |                     |                     |                     |                     |